# Partisans lituaniens
Pour l’article homonyme, voir Partisan.
Les partisans lituaniens (lituanien : Lietuvos partizanai) sont des partisans ayant mené une guérilla en Lituanie contre l'Union soviétique de 1944 à 1953. Des groupes de résistance anti-soviétique similaires, également connus sous le nom de Frères de la forêt et soldats maudits, se sont battus contre le régime soviétique en Estonie, en Lettonie, en Pologne, en Roumanie et en Galicie. On estime qu'un total de 30 000 partisans lituaniens et leurs sympathisants ont été tués. La guérilla anticommuniste lituanienne dura près d'une décennie, étant ainsi l'une des guerres de partisans les plus longues d'Europe.
À la fin de la Seconde Guerre mondiale, l'Armée rouge repousse le front oriental vers la Lituanie. Les Soviétiques envahissent et occupent la Lituanie à la fin de 1944. Alors que la conscription forcée dans l'Armée rouge et les répressions staliniennes s'intensifient, des milliers de Lituaniens utilisent les forêts de la campagne comme refuge naturel. Ces groupes spontanés deviennent plus organisés et centralisés, aboutissant à la création de l'Union des combattants de la liberté lituaniens en février 1948. Dans leurs documents, les partisans soulignent que leur objectif ultime est la recréation de la Lituanie indépendante. La guerre des partisans se poursuivant, il devint clair que l'Occident n'interviendrait pas en Europe de l'Est (voir trahison de l'Ouest) et que les partisans n'avaient aucune chance de succès contre l'adversaire bien plus fort. Finalement, les partisans prirent la décision explicite et consciente de ne plus accepter de nouveaux membres. Leur direction fut dissoute en 1953, mettant ainsi fin à la guérilla partisane, bien que les combattants individuels résistèrent jusqu'aux années 1960.